# Arquidiocese de São Paulo

Província Eclesiástica de São Paulo.

A Arquidiocese de São Paulo (Archidiœcesis Sancti Pauli in Brasilia)
é uma circunscrição eclesiástica da Igreja Católica no Brasil. É a Sé Metropolitana da Província Eclesiástica de São Paulo. Pertence ao Conselho Episcopal Regional Sul I da Conferência Nacional dos Bispos do Brasil. A sé arquiepiscopal está na cidade de São Paulo, no estado de São Paulo.

## História e estado atual
A história da Igreja Católica em São Paulo confunde-se, naturalmente, com a história da própria cidade. Em 1553, por iniciativa de Tomé de Sousa, governador-geral do Brasil, e com a ajuda do padre Leonardo Nunes, foi fundada uma vila à qual se deu o nome de Santo André da Borda do Campo, povoada desde 1550 por uma população exígua e constantemente ameaçada por ataques da população indígena da região. Em 1554, alguns sacerdotes jesuítas, liderados pelo português Manuel da Nóbrega, subiram a Serra do Mar até o planalto onde construíram um colégio entre os rios Anhangabaú e Tamanduateí, marcando a fundação de São Paulo.
Em breve tempo, começou a se formar uma povoação ao redor do Colégio dos Jesuítas e, em 1560, o novo governador-geral do Brasil, Mem de Sá, ordena o fim da vila de Santo André da Borda do Campo e que todos os seus habitantes se instalassem nos campos de Piratininga.
Com este ato, São Paulo de Piratininga ganhou status de vila e um pelourinho. Em 1591 passou a sediar uma paróquia.

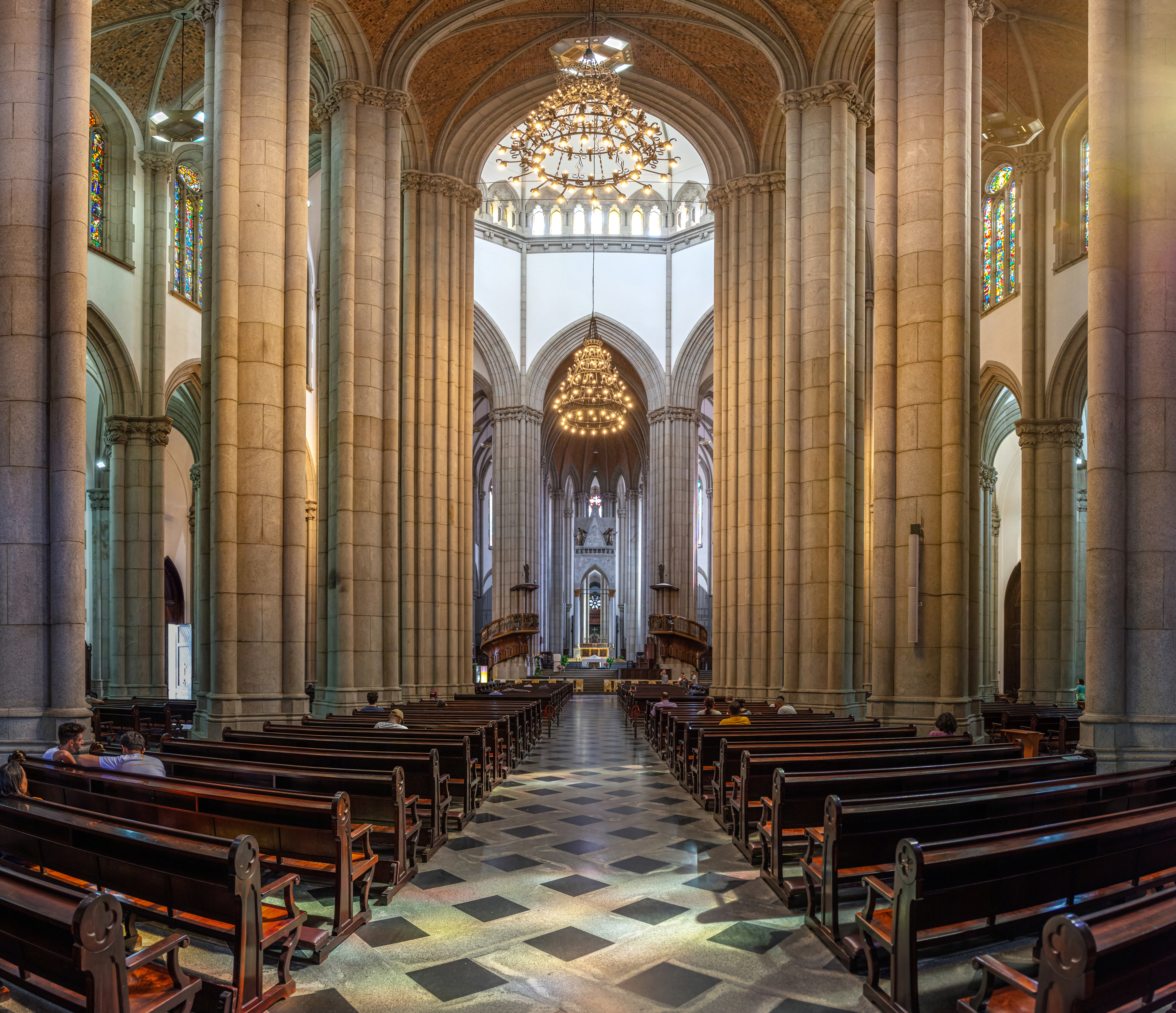
Interior da Catedral da Sé de São Paulo.

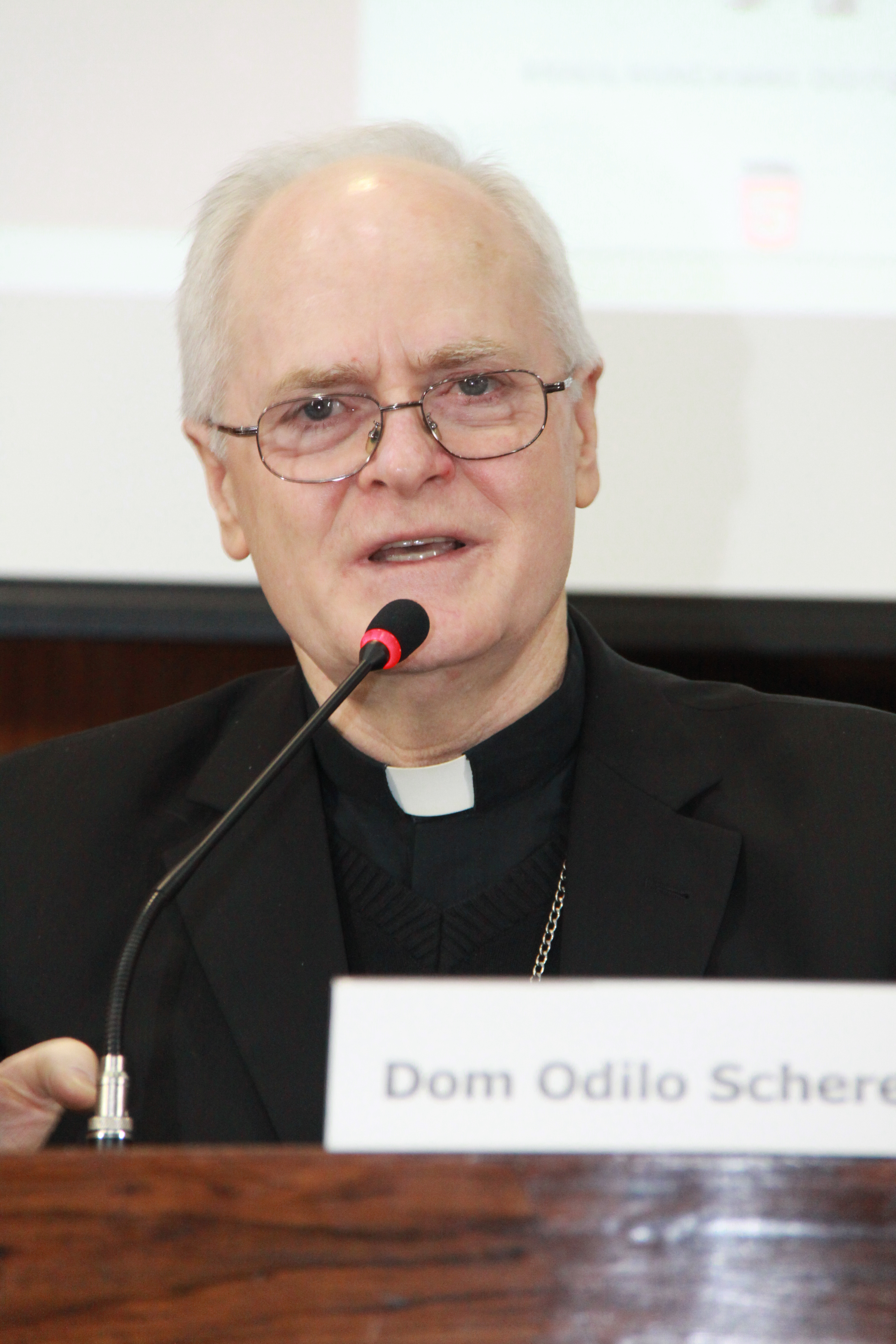
Dom Odilo Scherer, atual Cardeal-Arcebispo de São Paulo.

Durante quase duzentos anos, São Paulo esteve sob o domínio de diversas circunscrições eclesiásticas. Até 1551 todo o Brasil era hierarquicamente dependente da Diocese do Funchal (Ilha da Madeira), quando em 25 de fevereiro daquele ano foi erigida a Diocese de São Salvador da Bahia. Com a fundação da Prelazia do Rio de Janeiro em 1575, a então vila passa a estar subordinada a esse novo ente, que se torna a Diocese de São Sebastião do Rio de Janeiro em 1676, permanecendo assim até o dia 6 de dezembro de 1745, quando finalmente é criada a Diocese de São Paulo pela bula do Papa Bento XIV intitulada Candor lucis æternæ. A mesma bula criou, na Capitania de Minas dos Matos Gerais, a Diocese de Mariana (atualmente Arquidiocese de Mariana) e, na Capitania de São Paulo, duas circunscrições: a Prelazia de Goiás (atualmente Diocese de Goiás) e a Prelazia de Cuiabá (atualmente Arquidiocese de Cuiabá).
A partir de então, a Igreja Católica começa a se ramificar mais rapidamente, acompanhando o crescimento da cidade e do bispado como um todo. Até 1892, a Diocese de São Paulo era responsável por um território semelhante ao da atual Ucrânia, abrangendo os territórios dos estados do Paraná e de Santa Catarina, além de parte do sul de Minas Gerais. Naquele ano, é criada a Diocese de Curitiba, abrangendo Paraná e Santa Catarina.
No ano de 1907, no Sul de Minas Gerais, é criada a Diocese de Campanha, à qual a Diocese de São Paulo transfere paróquias dos municípios mineiros fronteiriços que a ela pertenciam. Em 7 de junho de 1908, a Diocese de São Paulo perde boa parte de seu território com a criação das dioceses de Botucatu, Campinas, Taubaté, Ribeirão Preto e São Carlos do Pinhal. Na mesma data de criação das dioceses paulistas, a diocese é elevada à categoria de arquidiocese, por bula do papa Pio X, sendo seu primeiro arcebispo Dom Duarte Leopoldo e Silva.
Até 1989, o território da Arquidiocese de São Paulo continuou a diminuir com a criação de novas dioceses, sendo elas: Santos e Sorocaba (1924), Bragança Paulista (1925), Santo André (1954), Aparecida (1958), Mogi das Cruzes (1962), Jundiaí (1966), Guarulhos (1981) e Campo Limpo, Osasco, Santo Amaro e São Miguel Paulista (1989).

## Atual divisão territorial
Atualmente, a Arquidiocese de São Paulo congrega mais de 5,9 milhões de católicos apesar de seu diminuto território, que se limita às áreas mais centrais da cidade de São Paulo e está dividido em seis regiões episcopais (Sé, Belém, Ipiranga, Santana, Lapa e Brasilândia).
Em 2020 havia na arquidiocese 304 paróquias e 1030 padres, entre seculares e religiosos.

## Bispos e arcebispos
|                     | Nome                                        | Período    | Notas                                                         |
| Arcebispos          | Arcebispos                                  | Arcebispos | Arcebispos                                                    |
| ------------------- | ------------------------------------------- | ---------- | ------------------------------------------------------------- |
| 7.º                 | Odilo Pedro Cardeal Scherer                 | 2007–atual | Arcebispo Metropolitano                                       |
| 6.º                 | Cláudio Cardeal Hummes, O.F.M.              | 1998–2006  | Nomeado prefeito do Clero                                     |
| 5.º                 | Paulo Evaristo Cardeal Arns, O.F.M.         | 1970–1998  |                                                               |
| 4.º                 | Agnelo Cardeal Rossi                        | 1964–1970  | Nomeado prefeito da Evangelização dos Povos                   |
| 3.º                 | Carlos Carmelo Cardeal de Vasconcelos Motta | 1944–1964  | Nomeado Arcebispo de Aparecida                                |
| 2.º                 | José Gaspar d'Afonseca e Silva              | 1939–1943  |                                                               |
| 1.º                 | Duarte Leopoldo e Silva                     | 1908–1938  |                                                               |
| Arcebispo-coadjutor |                                             |            |                                                               |
|                     | Antônio Maria Alves de Siqueira             | 1957–1966  | Nomeado Arcebispo coadjutor de Campinas                       |
| Bispos              |                                             |            |                                                               |
| 13.º                | Duarte Leopoldo e Silva                     | 1906–1908  | Elevado a Arcebispo                                           |
| 12.º                | José de Camargo Barros                      | 1903–1906  |                                                               |
| 11.º                | Antônio Cândido Alvarenga                   | 1898–1903  |                                                               |
| 10.º                | Joaquim Arcoverde de Albuquerque Cavalcanti | 1894–1897  | Nomeado arcebispo do Rio de Janeiro                           |
| 9.º                 | Lino Deodato Rodrigues de Carvalho          | 1871–1894  |                                                               |
| 8.º                 | Sebastião Pinto do Rego                     | 1861–1868  |                                                               |
| 7.º                 | Antônio Joaquim de Melo                     | 1851–1861  |                                                               |
| 6.º                 | Manuel Joaquim Gonçalves de Andrade         | 1827–1847  |                                                               |
| 5.º                 | Mateus de Abreu Pereira                     | 1795–1824  |                                                               |
| 4.º                 | Miguel da Madre de Deus da Cruz, O.F.M.     | 1791–1795  | Não tomou posse. Em 1815 foi nomeado Arcebispo de Braga       |
| 3.º                 | Manuel da Ressurreição, O.F.M.              | 1771–1789  |                                                               |
| 2.º                 | Antônio da Madre de Deus Galvão, O.F.M      | 1750–1764  |                                                               |
| 1.º                 | Bernardo Rodrigues Nogueira                 | 1745–1748  |                                                               |
| Bispos-auxiliares   |                                             |            |                                                               |
|                     | Edilson de Souza Silva                      | 2024–      | Bispo auxiliar atual                                          |
|                     | Cícero Alves de França                      | 2022–      | Bispo auxiliar atual                                          |
|                     | Rogério Augusto das Neves                   | 2022–      | Bispo auxiliar atual                                          |
|                     | Carlos Silva, O.F.M.Cap.                    | 2020–      | Bispo auxiliar atual                                          |
|                     | Ângelo Ademir Mezzari, RCI                  | 2020–2024  | Nomeado Arcebispo de Vitória do Espírito Santo                |
|                     | Jorge Pierozan                              | 2019–2024  | Nomeado Bispo de Rio Grande                                   |
|                     | José Benedito Cardoso                       | 2019–2024  | Nomeado Bispo de Catanduva                                    |
|                     | Luiz Carlos Dias                            | 2016–2021  | Nomeado Bispo de São Carlos                                   |
|                     | Eduardo Vieira dos Santos                   | 2014–2021  | Nomeado Bispo de Ourinhos                                     |
|                     | Devair Araújo da Fonseca                    | 2014–2020  | Nomeado Bispo de Piracicaba                                   |
|                     | José Roberto Fortes Palau                   | 2014–2019  | Nomeado Bispo de Limeira                                      |
|                     | Carlos Lema Garcia                          | 2014–      | Bispo auxiliar atual                                          |
|                     | Sérgio de Deus Borges                       | 2012–2019  | Nomeado Bispo de Foz do Iguaçu                                |
|                     | Júlio Endi Akamine, S.A.C.                  | 2011–2016  | Nomeado Arcebispo de Sorocaba                                 |
|                     | Edmar Peron                                 | 2009–2015  | Nomeado Bispo de Paranaguá                                    |
|                     | Milton Kenan Júnior                         | 2009–2014  | Nomeado Bispo de Barretos                                     |
|                     | Tarcísio Scaramussa, S.D.B.                 | 2008–2014  | Nomeado Bispo coadjutor de Santos                             |
|                     | João Mamede Filho, O.F.M.Conv.              | 2006-2010  | Nomeado Bispo de Umuarama                                     |
|                     | Tomé Ferreira da Silva                      | 2005–2012  | Nomeado Bispo de São José do Rio Preto                        |
|                     | Joaquim Justino Carreira                    | 2005–2011  | Nomeado Bispo de Guarulhos                                    |
|                     | José Maria Pinheiro                         | 2003–2005  | Nomeado Bispo de Bragança Paulista                            |
|                     | Pedro Luiz Stringhini                       | 2001–2009  | Nomeado Bispo de Franca                                       |
|                     | José Benedito Simão                         | 2001–2009  | Nomeado Bispo de Assis                                        |
|                     | Manuel Parrado Carral                       | 2001–2007  | Nomeado Bispo de São Miguel Paulista                          |
|                     | Odilo Pedro Scherer                         | 2001–2007  | Elevado a Arcebispo                                           |
|                     | Benedito Beni dos Santos                    | 2001–2006  | Nomeado Bispo de Lorena                                       |
|                     | Gil Antônio Moreira                         | 1999–2004  | Nomeado Bispo de Jundiaí                                      |
|                     | Antônio Gaspar                              | 1982–2000  | Nomeado Bispo de Barretos                                     |
|                     | Fernando José Penteado                      | 1979–2000  | Nomeado Bispo de Jacarezinho                                  |
|                     | Décio Pereira                               | 1979–1997  | Nomeado Bispo de Santo André                                  |
|                     | Alfredo Ernest Novak, C.Ss.R.               | 1979-1989  | Nomeado Bispo de Paranaguá                                    |
|                     | Luciano Pedro Mendes de Almeida , S.J.      | 1976–1988  | Nomeado Arcebispo de Mariana                                  |
|                     | Antônio Celso de Queiroz                    | 1975–2000  | Nomeado Bispo de Catanduva                                    |
|                     | Angélico Sândalo Bernardino                 | 1974–2000  | Nomeado Bispo de Blumenau                                     |
|                     | Francisco Manuel Vieira                     | 1974–1989  | Nomeado Bispo de Osasco                                       |
|                     | Mauro Morelli                               | 1974–1981  | Nomeado Bispo de Duque de Caxias                              |
|                     | Joel Ivo Catapan                            | 1974–1999  | Bispo auxiliar                                                |
|                     | Benedito de Ulhôa Vieira                    | 1971–1978  | Nomeado Arcebispo de Uberaba                                  |
|                     | Lucas Moreira Neves, O.P.                   | 1967–1974  | Nomeado Vice-Presidente do Pontifício Conselho para os Leigos |
|                     | José Thurler                                | 1966–1992  | Bispo auxiliar                                                |
|                     | Bruno Maldaner                              | 1966–1971  | Nomeado Bispo de Frederico Westphalen                         |
|                     | Paulo Evaristo Arns, O.F.M.                 | 1966–1970  | Elevado a Arcebispo                                           |
|                     | José Lafayette Ferreira Álvares             | 1965–1971  | Nomeado Bispo de Bragança Paulista                            |
|                     | Gabriel Paulino Bueno Couto, O.Carm.        | 1965–1966  | Nomeado Bispo de Jundiaí                                      |
|                     | Romeu Alberti                               | 1964–1965  | Nomeado Bispo de Apucarana                                    |
|                     | Vicente Angelo José Marchetti Zioni         | 1955–1964  | Nomeado Bispo de Bauru                                        |
|                     | Antônio Ferreira de Macedo, C.Ss.R.         | 1955–1964  | Nomeado Arcebispo coadjutor de Aparecida                      |
|                     | Paulo Rolim Loureiro                        | 1948–1962  | Nomeado Bispo de Mogi das Cruzes                              |
|                     | Antônio Maria Alves de Siqueira             | 1947–1957  | Nomeado Arcebispo coadjutor de Campinas                       |

## Controvérsia
Em março de 2020, atendendo ao pedido do Papa Francisco, a Arquidiocese anunciou que vai abrir uma comissão para investigar casos de abuso sexual na Igreja.